# Phylloscartes beckeri
Phylloscartes beckeri là một loài chim trong họ Tyrannidae.